# روزگار وصل
روزگار وصل نام یک مجموعهٔ تلویزیونی ایرانی به کارگردانی «مسعود رشیدی» است که در سال ۱۳۷۱ تولید و از شبکه ۱ سیمای جمهوری اسلامی ایران  پخش گردید.

## خلاصه داستان
مردی نیکوکار و ثروتمند  به نام «حاج رضا» به یکی از دوستانش که از پالایشگاه اخراج شده، کار و خانه می‌دهد. پس از فوت حاج رضا، پسرش «کاوه» نه تنها بر خلاف وصیت او عمل می‌کند، بلکه به تدریج، ثروت پدر را هم بر باد می‌دهد. سال‌ها می‌گذرد و کاوه خود صاحب پسری می‌شود که او هم، فرزندی سربه‌راه نیست و اعمالش، «کاوه» را به یاد جوانی‌های خود می‌اندازد. در انتها، کاوه که از مجموعِ وقایعِ پیش‌آمده، متأثر شده است، به وصیتِ «حاج رضا» عمل می‌کند.

## بازیگران و عوامل تولید

### بازیگران
- هادی اسلامی
- گوهر خیراندیش
- جمشید گرگین
- افسر اسدی
- عبدالرضا اکبری
- جهانگیر فروهر
- منوچهر ستینه
- مهدی میامی
- شاپور بخشایی
- جمشید شاه‌محمدی

### عوامل تولید
- کارگردان: مسعود رشیدی
- فیلمنامه: فیاض موسوی
- تصویربردار: محمد طاهری‌جم، عبدالله صریحی
- تدوین : عباس قدیانی
- موسیقی: فرید شب‌خیز
- تهیه‌کننده: اصغر زائری
- تعداد قسمت‌ها: ۷ قسمت
- فرمت تصویر: ویدئویی
- محصول: گروه اجتماعی شبکه ۱ سیمای جمهوری اسلامی ایران
- سال تولید و پخش: ۱۳۷۱